# Daiju Matsumoto
Daiju Matsumoto (松本 大樹 Matsumoto Daiju?, nacido el 9 de diciembre de 1977 en Gunma) es un exfutbolista japonés. Jugaba de defensa y su último club fue el Omiya Ardija de Japón.

## Trayectoria

### Clubes
| Club         | País  | Año         |
| ------------ | ----- | ----------- |
| Gamba Osaka  | Japón | 1996 - 1999 |
| Omiya Ardija | Japón | 2000 - 2004 |